# Каховський проїзд (Житомир)
Каховський проїзд — проїзд в Богунському районі міста Житомира.

## Характеристики
Розташований на Мальованці. Бере початок з 3-го Каховського провулка. Завершується у 2-му Каховському провулку.

## Історія
Виник у 1950-х роках. До кінця 1960-х років забудова провулка переважно сформувалася.